# Colobothea fikaceki
Colobothea fikaceki es una especie de escarabajo longicornio del género Colobothea, categorizada en la tribu Colobotheini, de la subfamilia Lamiinae. Fue descrita por Souza en 2016.

## Descripción
Mide 13,8 mm de longitud.

## Distribución
Se distribuye por Ecuador.